# Maria Corte Maidagan
Maria Corte Maidagan (Barcelona, 1983) és una il·lustradora catalana.
En 2011 va rebre un encàrrec per a realitzar un parell d'il·lustracions pel New York Times i la BBC, consolidant-se a partir d'aquell moment per al mercat anglosaxó.
Les seves obres tenen uns colors vius i uns personatges amb formes rodones. Part de la seva obra te també una càrrega sexual, i s'hi pot trobar una influència cubista.